# عاشقان (فیلم ۲۰۲۰)
عاشقان (فرانسوی: Amants‎) یک فیلم مهیج به کارگردانی نیکول گارسیا است. این فیلم برای اولین بار در بخش اصلی هفتاد و هفتمین دوره جشنواره بین‌المللی فیلم ونیز به نمایش درآمد.